# Athribis (Alt Egipte)
|  | Per a altres significats, vegeu «Athribis». |

Athribis o Triphieion o Tripheion (egipci Hut-Repyt) fou una antiga ciutat d'Egipte al nomo Panopolità (nomo IX de l'Alt Egipte conegut com a Minu), la capital del qual era Panòpolis (actual Akhmin). Era a la part occidental del Nil.
És l'actual Wannina a uns 10 km al sud-oest d'Akhmim. Queden restes d'un temple construït per Ptolemeu IX Làtir, i un altre dedicat a la deessa Trifis (Repyt) construït durant el regnat de Ptolemeu XV Cesarió.
L'any 2021, els arqueòlegs van descobrir 13.000 òstracon en alfabet demòtic, hieràtic, copte, grec i àrab amb transaccions financeres.